# Draft NBA 1995
Il Draft NBA 1995 si è svolto il 28 giugno 1995 presso lo SkyDome di Toronto, Ontario, Canada. È stato il primo draft per le due società canadesi dei Toronto Raptors e dei Vancouver Grizzlies. Kevin Garnett, uno dei giocatori selezionati che in seguito divenne anche MVP, è stato il primo giocatore nell'ultimo ventennio ad essere selezionato direttamente dalla high school.

## Giocatori scelti al 1º giro
|   | Indica un giocatore che è stato inserito nella Naismith Memorial Basketball Hall of Fame                 |
|   | Indica un giocatore che è stato selezionato per almeno un All-Star Game ed è inserito in un All-NBA Team |
|   | Indica un giocatore che è stato selezionato per almeno un All-Star Game                                  |
|   | Indica un giocatore che è stato inserito in almeno un All-NBA Team                                       |
| * | Indica il giocatore che ha vinto il titolo di Rookie of the Year                                         |
|   | Indica un giocatore che non ha mai giocato una partita in NBA                                            |

| Scelta | Giocatore               | Nazionalità | Squadra NBA                                             | Scuola/ex squadra                           |
| ------ | ----------------------- | ----------- | ------------------------------------------------------- | ------------------------------------------- |
| 1      | Joe Smith (PF/C)        | Stati Uniti | Golden State Warriors                                   | Maryland                                    |
| 2      | Antonio McDyess (PF)    | Stati Uniti | Los Angeles Clippers (ceduto a Denver)                  | Alabama                                     |
| 3      | Jerry Stackhouse (SG)   | Stati Uniti | Philadelphia 76ers                                      | North Carolina                              |
| 4      | Rasheed Wallace (PF)    | Stati Uniti | Washington Bullets                                      | North Carolina                              |
| 5      | Kevin Garnett (PF)      | Stati Uniti | Minnesota Timberwolves                                  | Farragut Career Academy (Chicago, Illinois) |
| 6      | Bryant Reeves (C)       | Stati Uniti | Vancouver Grizzlies                                     | Oklahoma State                              |
| 7      | Damon Stoudamire (PG)   | Stati Uniti | Toronto Raptors                                         | Arizona                                     |
| 8      | Shawn Respert (SG)      | Stati Uniti | Portland Trail Blazers (da Detroit, ceduto a Milwaukee) | Michigan State                              |
| 9      | Ed O'Bannon (SF)        | Stati Uniti | New Jersey Nets                                         | UCLA                                        |
| 10     | Kurt Thomas (PF/C)      | Stati Uniti | Miami Heat                                              | Texas Christian                             |
| 11     | Gary Trent (PF)         | Stati Uniti | Milwaukee Bucks (ceduto a Portland)                     | Ohio                                        |
| 12     | Cherokee Parks (C)      | Stati Uniti | Dallas Mavericks                                        | Duke                                        |
| 13     | Corliss Williamson (PF) | Stati Uniti | Sacramento Kings                                        | Arkansas                                    |
| 14     | Eric Williams (SF)      | Stati Uniti | Boston Celtics                                          | Providence                                  |
| 15     | Brent Barry (SG)        | Stati Uniti | Denver Nuggets (ceduto ai L.A. Clippers)                | Oregon State                                |
| 16     | Alan Henderson (PF)     | Stati Uniti | Atlanta Hawks                                           | Indiana                                     |
| 17     | Bob Sura (SG)           | Stati Uniti | Cleveland Cavaliers                                     | Florida State                               |
| 18     | Theo Ratliff (PF)       | Stati Uniti | Detroit Pistons (da Portland)                           | Wyoming                                     |
| 19     | Randolph Childress (PG) | Stati Uniti | Detroit Pistons (da Houston via Portland)               | Wake Forest                                 |
| 20     | Jason Caffey (PF)       | Stati Uniti | Chicago Bulls                                           | Alabama                                     |
| 21     | Michael Finley (SF)     | Stati Uniti | Phoenix Suns (dai L.A. Lakers)                          | Wisconsin                                   |
| 22     | Jiří Zídek (C)          | Rep. Ceca   | Charlotte Hornets                                       | UCLA                                        |
| 23     | Travis Best (PG)        | Stati Uniti | Indiana Pacers                                          | Georgia Tech                                |
| 24     | Loren Meyer (PF)        | Stati Uniti | Dallas Mavericks (da New York)                          | Iowa State                                  |
| 25     | David Vaughn (PF/C)     | Stati Uniti | Orlando Magic                                           | Memphis                                     |
| 26     | Sherell Ford (PF)       | Stati Uniti | Seattle SuperSonics                                     | Illinois-Chicago                            |
| 27     | Mario Bennett (PF)      | Stati Uniti | Phoenix Suns                                            | Arizona State                               |
| 28     | Greg Ostertag (C)       | Stati Uniti | Utah Jazz                                               | Kansas                                      |
| 29     | Cory Alexander (PG)     | Stati Uniti | San Antonio Spurs                                       | Virginia                                    |

## Giocatori scelti al 2º giro
| Scelta | Giocatore               | Nazionalità | Squadra NBA            | Scuola/ex squadra           |
| ------ | ----------------------- | ----------- | ---------------------- | --------------------------- |
| 30     | Lou Roe (F)             | Stati Uniti | Detroit Pistons        | Massachusetts               |
| 31     | Dragan Tarlać (C)       | Jugoslavia  | Chicago Bulls          | Olympiakos (Grecia)         |
| 32     | Terrence Rencher (G)    | Stati Uniti | Washington Bullets     | Texas                       |
| 33     | Junior Burrough (F)     | Stati Uniti | Boston Celtics         | Virginia                    |
| 34     | Andrew DeClercq (PF/C)  | Stati Uniti | Golden State Warriors  | Florida                     |
| 35     | Jimmy King (G)          | Stati Uniti | Toronto Raptors        | Michigan                    |
| 36     | Lawrence Moten (G)      | Stati Uniti | Vancouver Grizzlies    | Syracuse                    |
| 37     | Frankie King (G)        | Stati Uniti | Los Angeles Lakers     | Western Carolina            |
| 38     | Rashard Griffith (C)    | Stati Uniti | Milwaukee Bucks        | Wisconsin                   |
| 39     | Donny Marshall (F)      | Stati Uniti | Cleveland Cavaliers    | Connecticut                 |
| 40     | Dwayne Whitfield (F)    | Stati Uniti | Golden State Warriors  | Jackson State               |
| 41     | Erik Meek (C)           | Stati Uniti | Houston Rockets        | Duke                        |
| 42     | Donnie Boyce (G)        | Stati Uniti | Atlanta Hawks          | Colorado                    |
| 43     | Eric Snow (PG)          | Stati Uniti | Milwaukee Bucks        | Michigan State              |
| 44     | Anthony Pelle (C)       | Stati Uniti | Denver Nuggets         | Fresno State                |
| 45     | Troy Brown (F/C)        | Stati Uniti | Atlanta Hawks          | Providence                  |
| 46     | George Banks (F)        | Stati Uniti | Miami Heat             | UTEP                        |
| 47     | Tyus Edney (G)          | Stati Uniti | Sacramento Kings       | UCLA                        |
| 48     | Mark Davis (G/F)        | Stati Uniti | Minnesota Timberwolves | Texas Tech                  |
| 49     | Jerome Allen (G)        | Stati Uniti | Minnesota Timberwolves | Pennsylvania                |
| 50     | Martin Lewis (F)        | Stati Uniti | Golden State Warriors  | Seward County C.C. (Kansas) |
| 51     | Dejan Bodiroga (SF)     | Jugoslavia  | Sacramento Kings       | Stefanel Milano (Italia)    |
| 52     | Fred Hoiberg (SG)       | Stati Uniti | Indiana Pacers         | Iowa State                  |
| 53     | Constantin Popa (C)     | Romania     | Los Angeles Clippers   | Miami (FL)                  |
| 54     | Eurelijus Žukauskas (C) | Lituania    | Seattle SuperSonics    | Neptunas (Lituania)         |
| 55     | Michael McDonald (C)    | Stati Uniti | Golden State Warriors  | New Orleans                 |
| 56     | Chris Carr (G)          | Stati Uniti | Phoenix Suns           | Southern Illinois           |
| 57     | Cuonzo Martin (G/F)     | Stati Uniti | Atlanta Hawks          | Purdue                      |
| 58     | Don Reid (F)            | Stati Uniti | Detroit Pistons        | Georgetown                  |